# Régis Franc
Pour les articles homonymes, voir Franc.
Régis Franc, né le 11 février 1948 à Lézignan-Corbières (Aude), est un auteur de bande dessinée, cinéaste et écrivain français. 
Révélé par ses bandes dessinées au milieu des années 1970 dès ses premières publication dans Charlie Mensuel et Pilote, il acquiert une assez large audience à la fin des années 1970 avec le strip quotidien Le Café de la plage publié dans Le Matin de Paris.
Dans les années 1980, il fait les beaux jours d'(À suivre) avec des séries mettant en scène la vie politique des années Mitterrand. Il délaisse peu à peu la bande dessinée à partir du milieu des années 1990 pour se consacrer à l'écriture et au cinéma. Pour Patrick Gaumer, c'est un « conteur hors pair ».

## Biographie
Régis Franc est fils d'ouvrier maçon.

### Des débuts rapides
Sachant dessiner dès son plus jeune âge, mais avant tout passionné par l'écriture, le cinéma et l'humour en général, Régis Franc s'oriente tout d'abord, après un baccalauréat technique, vers la publicité et dirige, de 1972 à 1975, une agence de communication parisienne. Désireux de changer de milieu et, surtout, de moins travailler, il décide de se lancer dans la bande dessinée en 1975, en publiant une nouvelle dans Pilote puis des bandes dessinées dans cette revue ainsi que Charlie Mensuel. 
L'originalité de son graphisme, très dépouillé et efficace, comme de sa narration, qui joue sur les lectures parallèles (plusieurs fils narratifs se suivent dans les cases) de sa mise en scène (les personnages, animaux anthropomorphiques, évoluent dans des décors fixes, comme au théâtre) et de ses thèmes (il privilégie la critique sociale douce ou les « tranches de vie » montrant des personnages solitaires et désabusés à une époque où la majorité des jeunes auteurs présentent de la science-fiction ou des bandes dessinées post-soixante-huitardes sans originalité), cette originalité, donc, le fait très rapidement remarquer et il devient, dès 1976, un auteur régulier du Pilote de Guy Vidal. Il est, en 1978, « une des révélations [des] deux dernières années ».
Lorsque Le Matin de Paris est lancé en 1977, ses dirigeants font appel à Régis Franc pour réaliser un « strip » quotidien ; celui-ci, désireux de toucher un public plus large que celui des gros lecteurs de bande dessinée, accepte sans hésiter. Le Café de la plage, que l'auteur réalise tout en continuant à publier abondamment dans Pilote, lui permet de s'essayer à ce nouveau mode narratif – le « strip » –, tout en conservant les caractéristiques habituelles de ses travaux (malgré le format, les histoires offrent une double narration). Très à la mode tout à la fin des années 1970, Franc plaît au public parisien cultivé, voire « snob » par ses références ironiques à la littérature (Proust, Fitzgerald), son originalité narrative et son ton distancié. Cette originalité tend cependant à décliner au fil du temps, et Franc va quitter l'expérimentation pour des formes narratives comme génériques plus balisées.

### Les années 1980: Régis Franc, pilier d'(À suivre)
Il rejoint en 1981 la revue (À suivre), où il crée, lors de la nationalisation du groupe industriel Marcel Dassault, Tonton Marcel au travers duquel il fustige les travers égomaniaques des grands dirigeants. D'une forme plus classique (gaufrier régulier, narration à un seul niveau, seul l'anthropomorphisme et le dépouillement persistent), cette série confirme la volonté de Franc de continuer à créer des bandes dessinées proches de l'actualité.
À la mort de Marcel Dassault en 1986, Franc, qui ne travaille plus pour Pilote depuis l'année précédente, se consacre dans (À suivre) à la bande dessinée politique : Cohabitation en 1986-1988, Le Journal de présidentielles en 1988, l'éphémère Succession en 1989. L'auteur abandonne tout travail formel recherché pour privilégier l'efficacité.

### Diversification vers le cinéma et éloignement de la bande dessinée
Dès le début des années 1980, Régis Franc, commence à diversifier ses activités. Passionné de cinéma, il co-scénarise deux films de Danièle Dubroux, puis en réalise lui-même un en 1989, présenté à Cannes en 1990 dans la sélection « Perspectives du cinéma français » sous le nom Toutes les femmes se ressemblent puis sorti en salle en janvier 1991 sous le nom Mauvaise fille. Sans être mauvaise, la critique n'est cependant pas conquise. L'expérience est un échec relatif, et Franc revient à la bande dessinée, publiant dans (À suivre) de 1991 à 1993, Taty, Princesse de Neuilly, où la femme de Marcel et son neveu beatnik servent dorénavant de support à la critique sociale. De 1994 à la fin des années 1990, il publie ensuite ses bandes dessinées dans Elle.

### Régis Franc écrivain
Sous l'impulsion de Paul Otchakovsky-Laurens, il décide en 1999 de se consacrer à l'écriture. Après un dernier scénario de cinéma en 2000 (Trois Huit), il livre en 2001 son premier roman, Du beau linge (Robert Laffont). Suivent Une blonde blessée qui par un soir d'été (Julliard, 2004), Ceux qui m'attendent (Balland, 2007), Un grand oiseau blanc avec une chemise (Éditions Fayard, 2011), London Prisoner : Scènes de la vie d'un Français à Londres (Fayard, 2012), Jamais les papillons ne voyagent (Fayard, 2014).
En 2022, il livre aux Presses de la Cité « un livre émouvant et superbe mêlant texte, bande dessinée, fusain, peinture et photo » : La Ferme de Montaquoy, consacré à la ferme de sa belle-famille. L'année suivante, poursuivant dans cette veine autobiographique, il revient sur la vie de ses parents dans le texte Je vais bien (Presses de la Cité), sur lequel il travaillait depuis 2014 et le décès de son père.

## Régis Franc, «chroniqueur d'une société immobile»
Les récits de Franc publiés dans Pilote et Le Matin (1975-1985) se distinguent de la bande dessinée d'alors par une saturation de références directes (personnages, textes des bulles) ou indirectes (multiplicité des points de vue empruntée au roman-fleuve de l'entre-deux-guerres) prises hors du champ de la bande dessinée (peinture, littérature, cinéma), et qui dépassent la simple valeur humoristique de la parodie pour servir « à des fins narratives extrêmement élaborées » : comme chez Flaubert, la saturation de détails fait oublier la structure globale du récit et naître une impression d'enlisement, de vanité profonde — la difficulté d'être est mise au jour. Cet écrasement des personnages est marqué, notamment, par l'absence de chute de ces histoires et par la profusion des phylactères, qui vont jusqu'à envahir l'espace, ou par l'impossibilité de lire de manière satisfaisante des récits où différents niveaux narratifs sont présents sans hiérarchisation à l'intérieur de chaque case.

## Œuvre

### Bandes dessinées

#### Dans des périodiques
- Illustrations et nouvelles dans Pilote, 1975-1985[17].
- 85 récits courts dans Pilote, Dargaud, 1976-1985[17].
- Récits courts, gags et illustrations dans Charlie Mensuel, 1976-1980, 1984[17].
- Le Voyage, dans Charlie Mensuel, Éditions du Square, 1976[17].
- Trois récits courts dans L'Écho des savanes, 1976 et 1980[17].
- 996 strips du Café de la plage, dans Le Matin de Paris, 1977-1980[17].
- Cinq récits courts de Gontran et Julot, automobiliste, dans Pilote, 1978-1979[17].
- Cette nuit fut la plus douce, dans Pilote, 1980[17].
- 51 récits courts de Tonton Marcel, dans (À suivre), 1981-1986 et 1997[18].
- Récits courts et illustrations dans (À suivre), entre 1981 et 1992[18].
- Six récits courts d’Eden-cinéma, dans Première, 1981-1982
- 11 récits courts de Cohabitation, dans (À suivre) 1986-1988[18].
- 5 récits courts du Journal des présidentielles, dans (À suivre), 1988[18].
- 22 récits courts de Taty, Princesse de Neuilly, dans (À suivre), 1991-1993[18].
- Récits courts dans Elle à partir de 1994.

#### Albums
- Histoires immobiles et Récits inachevés, Dargaud, coll. « Pilote », 1977[19].
- Le Café de la plage :

1. Le Café de la plage, Le Matin de Paris, 1977.
2. Monroe stress, Le Matin, 1978.
3. Rose à l'arête, Le Matin, 1979.
4. L'Arrivée, Autoédition, 1980.
5. L'Arrivée 2, Autoédition, 1981  (ISBN 2902908016).

- Nouvelles histoires, Dargaud, coll. « Pilote », 1978  (ISBN 2205012878).
- Souvenirs d'un menteur, Dargaud, 1979  (ISBN 2205015907).
- Nuits de Chine, Dargaud, 1982  (ISBN 2205017756).
- Sunset Corridor, Dargaud, 1983  (ISBN 2205024752).
- Tonton Marcel, Casterman, coll. « Les Romans (À suivre) » :

1. Tonton Marcel, capitaine d'industrie, 1983  (ISBN 2203334169).
2. Tonton Marcel, génie du siècle, 1985  (ISBN 2203334282).
3. Tonton Marcel, roi de l'opposition, 1986  (ISBN 978-2203334281).

- Le Marchand d'opium, Dargaud, 1984  (ISBN 2205027670).
- La Cohabitation, Casterman, 1987  (ISBN 220333438X).
- Bonjour ma chérie, Casterman, 1988  (ISBN 2203334401).
- Le Café de la plage (édition intégrale), Casterman, 1989  (ISBN 2203380101).
- Marius & Olive, Casterman, 1991  (ISBN 2203380195).
- Taty, princesse de Neuilly, Casterman, 1993  (ISBN 2203359048).
- Fin de siècle - La bande dessinée de Elle, Filipacchi, 1998  (ISBN 978-2850186097).
- La Ferme de Montaquoy : Qui court la campagne trouve le chemin, Presses de la Cité, coll. « La Cité graphique », 2022  (ISBN 978-2-258-19993-4). Cet ouvrage alterne bande dessinée, texte illustré et photographies[14].

### Littérature
- Du beau linge, Robert Laffont, 2001  (ISBN 2-221-09324-0).
- Une blonde blessée qui par un soir d'été, éditions Julliard, 2004  (ISBN 2-260-01654-5).
- Ceux qui m'attendent, Éditions Balland, 2007  (ISBN 978-2-35315-041-0).
- Un grand oiseau blanc avec une chemise, Éditions Fayard, 2011  (ISBN 978-2-213-65612-0).
- London Prisoner : Scènes de la vie d'un Français à Londres, Éditions Fayard, 2012  (ISBN 978-2-213-65611-3).
- Jamais les papillons ne voyagent, Fayard, 2014  (ISBN 978-2-213-68139-9).
- Je vais bien, Presses de la Cité, 2023  (ISBN 978-2-258-19995-8).

### Cinéma
- 1984 : Les Amants terribles en tant que co-scénariste avec Danièle Dubroux (réalisatrice)
- 1987 : La Petite Allumeuse en tant que co-scénariste avec Danièle Dubroux
- 1991 : Mauvaise fille (présenté à Cannes en 1990 sous le nom Toutes les femmes se ressemblent) en tant que réalisateur
- 1993 : Le Silence de l'été en tant qu'acteur
- 2001 : Trois Huit en tant que co-scénariste avec Olivier Dazat et Philippe Le Guay

### Musique
- La Fosse, opéra-bouffe d'Un drame musical instantané en tant que librettiste (in cd L'Hallali), 1987

### Prix
- 1977 : Prix du meilleur espoir du festival d'Angoulême[20]
- 2015 : Prix Mottart de l'Académie française pour Jamais les papillons ne voyagent[21]

#### Articles de revues, dictionnaires, collectifs
- Luc Dellisse, « Une duplicité stratégique  », Les Cahiers de la bande dessinée, no 57,‎ avril 1984, p. 11-13.
- Patrick Gaumer, « Régis Franc », dans Larousse de la BD, Paris, Larousse, 2004, p. 309.
- Thierry Groensteen, Christian Marmonnier, Frédéric Niffle et Franz Van Cauwenbergh, « Bibliographie de Régis Franc  », Les Cahiers de la bande dessinée, no 57,‎ avril 1984, p. 35-36 et 97.
- Benoît Peeters, « Une Exploration interrompue  », Les Cahiers de la bande dessinée, no 57,‎ avril 1984, p. 24-26.
- Frédéric Bosser, « Régis Franc : le grand retour », Les arts dessinés, n°21, janvier-mars 2023, p. 56-61

#### Dossiers
- « Dossier Régis Franc », dans Les Cahiers de la bande dessinée no 57, avril 1984, p. 6-36

#### Interviews
- Régis Franc (int. Jean Léturgie), « Régis Franc », Schtroumpfanzine, no 15,‎ janvier 1978, p. 3-10.
- Régis Franc (int. Thierry Groensteen), « Entretien avec Régis Franc  », Schtroumpfanzine, no 15,‎ janvier 1978, p. 6-10.